# Michel Christ
Pour les articles homonymes, voir Christ.
Michel Christ est un skipper français.

## Carrière
Michel Christ remporte la médaille d'or avec Marc Bouët aux Championnats d'Europe de 470 en 1969 à Castiglione della Pescaia.